# 秋田県民歌
「秋田県民歌」（あきたけんみんか）は日本の都道府県の一つ、秋田県が2曲制定している県民歌の1曲。1930年（昭和5年）に制定された。作詞・倉田政嗣、補作詞・高野辰之、作曲・成田為三。
1945年（昭和20年）の太平洋戦争終結前には山形県民歌「最上川」、長野県歌「信濃の国」と並ぶ「三大県民歌」の1曲と称されていた。戦後は1959年（昭和34年）に制定されたもう1曲の「県民の歌」に取って代わられていたが、後年の再評価を経て2曲が正式な県民歌として並立するようになっている。

## 解説
教育勅語渙発40周年を記念して県が歌詞を公募し、高野辰之が採用された歌詞の補作を行った。曲は東京音楽学校に依頼されたが、同校は卒業生から県出身者の成田為三を指名して作曲に当たらせた。なお、作詞者の倉田政嗣は成田と秋田師範学校の同級生であった。
戦後に制定された都道府県民歌の多くに見られる行進曲調ではなく、落ち着いたテンポで滔滔と歌い上げられる。歌詞は4番まであり、田沢湖や鳥海山などに代表される自然（1番）、森林や田畑、また地下に埋蔵された豊かな資源（2番）、秋田県出身の平田篤胤・佐藤信淵、戊辰戦争などの歴史（3番）、優れた民俗性への歓喜を込めた県民の心意気（4番）を歌い上げる。
秋田県の公的な式典で斉唱されるほか、県庁舎では終業時刻を知らせる庁内放送のBGMに本曲を使用している。サッカー・J2のブラウブリッツ秋田やバスケットボール・Bリーグの秋田ノーザンハピネッツの試合開始前、2001年のワールドゲームズ秋田大会などでも斉唱された。

### 歌唱
最初のレコード吹き込みは1937年（昭和12年）に秋田県庁の発注で県内の市役所や町村役場に配られた日本ポリドール製造のプライベート盤（規格品番：PA-1005）で、秋田市出身の東海林太郎と北秋田郡大館町（現在の大館市）出身の上原敏による男声デュオが起用された。
石井歓作曲の吹奏楽と混声合唱による『大いなる秋田』の第3楽章【躍進】では1、2番が混声4部合唱として挿入されている。また、毎年8月に大仙市で開かれる全国花火競技大会（大曲の花火）のフィナーレで、地元出身のシンガーソングライター、津雲優が歌う『いざないの街』にも本曲の歌詞の一部が挿入されている。
2015年（平成27年）にZetimaから発売された因幡晃（大館市出身）のアルバム『ことづて』では、ボーナス・トラックとして独唱が収録されているが、後述の経緯により3番を省略した1・2・4番の短縮バージョンとなっている。

## 歌詞
本曲は歌詞・旋律とも著作権の保護期間を満了し、1998年（平成10年）1月1日よりパブリックドメインとなっている。
現在は3番と4番を省略し、2番までを歌うのが通例になっている。3番は秋田県の直接の前身である久保田藩が、戊辰戦争時に四面楚歌の状況下で錦旗を守り、苦戦の末に奥羽越列藩同盟に勝利したことを称えているが、県内には列藩同盟に与して新政府から「朝敵」とされた亀田藩や盛岡藩の所領だった地域も含まれているためとされる。